# Halcyon badia
Halcyon badia là một loài chim trong họ Alcedinidae.
Loài chim này xuất hiện ở miền tây nhiệt đới châu Phi từ Sierra Leone đến Ghana ở phía tây, sau đó là một khoảng trống, và từ miền nam Nigeria về phía đông đến miền nam Cộng hòa Trung Phi và tây Uganda về phía nam tới sông Kwango ở miền bắc Angola. Loài chim này cũng được tìm thấy trên Bioko.